# Wusterhausen/Dosse
Wusterhausen/Dosse ist eine amtsfreie Gemeinde im Landkreis Ostprignitz-Ruppin in Brandenburg (Deutschland). Wusterhausen erhielt 1233 das Stadtrecht verliehen und hat den Status einer Titularstadt bis heute beibehalten.

## Geografie
Die Gemeinde liegt im Südwesten des Landkreises Ostprignitz-Ruppin zwischen dem Ruppiner Land im Osten und der Prignitz im Westen. Die Dosse durchfließt von Nordosten in südwestlicher Richtung über die gesamte Länge das Gemeindegebiet.
Auf dem mit 195 Quadratkilometern recht großen Gemeindegebiet wurden der Bückwitzer See, der Große Blankenberger See sowie ein Feuchtgebiet und Waldareal zwischen Wusterhausen und Plänitz-Leddin als Naturschutzgebiete ausgewiesen. Daneben bestehen auf der Gemarkung das Landschaftsschutzgebiet Kyritzer Seenkette mit dem Untersee (auch Bantikower See genannt) und ein Wald südlich von Segeletz im Naturpark Westhavelland.
Nachbargemeinden
Im Süden grenzt Wusterhausen an Friesack und an Dreetz. Im Westen liegt Neustadt (Dosse), im Nordwesten Kyritz und im Nordosten Temnitzquell und Walsleben. Im Osten sind Märkisch Linden und im Südosten Temnitztal benachbart.

## Gemeindegliederung
Nach ihrer Hauptsatzung hat die Gemeinde Wusterhausen/Dosse folgende Ortsteile:
- Bantikow, Barsikow, Blankenberg, Brunn, Bückwitz, Dessow, Emilienhof, Ganzer, Gartow, Kantow, Läsikow, Lögow, Metzelthin, Nackel, Schönberg, Sechzehneichen, Segeletz, Tornow, Tramnitz, Trieplatz, Wulkow und Stadt Wusterhausen/Dosse.[2]

Wohnplätze sind Bückwitz-Ausbau, Heilbrunn, Klempowsiedlung, Plänitzer Siedlung und Reihereck.

### Eingemeindungen
| Ehemalige Gemeinde | Datum              | Anmerkung                         |
| ------------------ | ------------------ | --------------------------------- |
| Bantikow           | 31. Dezember 1997  |                                   |
| Barsikow           | 1. Juli 2001       |                                   |
| Blankenberg        | 31. Dezember 1997  |                                   |
| Brunn              | 31. Dezember 1997  |                                   |
| Bückwitz           | 1. Juli 2001       |                                   |
| Dessow             | 1. Juli 2001       |                                   |
| Ganzer             | 31. Dezember 1997  |                                   |
| Gartow             | 1. Mai 1997        |                                   |
| Kantow             | 31. Dezember 1997  |                                   |
| Läsikow            | 1. August 1954     | Eingemeindung nach Nackel         |
| Lögow              | 31. Dezember 1997  |                                   |
| Metzelthin         | 1. Januar 1974     | Eingemeindung nach Bückwitz       |
| Nackel             | 1. Juli 2001       |                                   |
| Schönberg          | 31. Dezember 1997  |                                   |
| Sechzehneichen     | 1. Juli 1973       | Eingemeindung nach Bantikow       |
| Segeletz           | 27. September 1998 |                                   |
| Tornow             | 1928               | Eingemeindung nach Sechzehneichen |
| Tramnitz           | 1. Januar 1957     | Eingemeindung nach Schönberg      |
| Trieplatz          | 31. Dezember 1998  |                                   |
| Wulkow             | 1. Januar 1957     | Eingemeindung nach Schönberg      |

## Geschichte

### Frühzeit
Bereits für die Steinzeit wurde die älteste Besiedlung im Areal des Horstberges nachgewiesen. Später siedelte dort der slawische Stamm der Doxanen, der an der Dosse lebte. Auch im Bereich Tornow deuten einige Bodendenkmale (Gräberfeld, Wohnsiedlung von Slawen) auf eine entsprechende sehr frühe Besiedlung hin.
Im Stadtkern von Wusterhausen wurden im Frühjahr 2006 Teile eines slawischen Gräberfeldes archäologisch untersucht. Insgesamt konnten fast 70 Bestattungen vollständig ausgegraben werden, darunter zwei reich ausgestattete Kammergräber mit Schwertbeigabe. Die Skelette wurden durch die Anthropologin Bettina Jungklaus untersucht. Die vergleichsweise niedrige Kindersterblichkeit und hohe Lebenserwartung geben Hinweise auf eher günstige Lebensumstände. Die Ernährung bestand vermutlich überwiegend aus Getreideprodukten mit einem erheblichen Anteil an tierischen Lebensmitteln. Häufiger waren Spuren chronischer Atemwegsinfekte, die möglicherweise mit der Wohnweise in Häusern mit offener Herdstelle im Zusammenhang stehen.

### Mittelalter

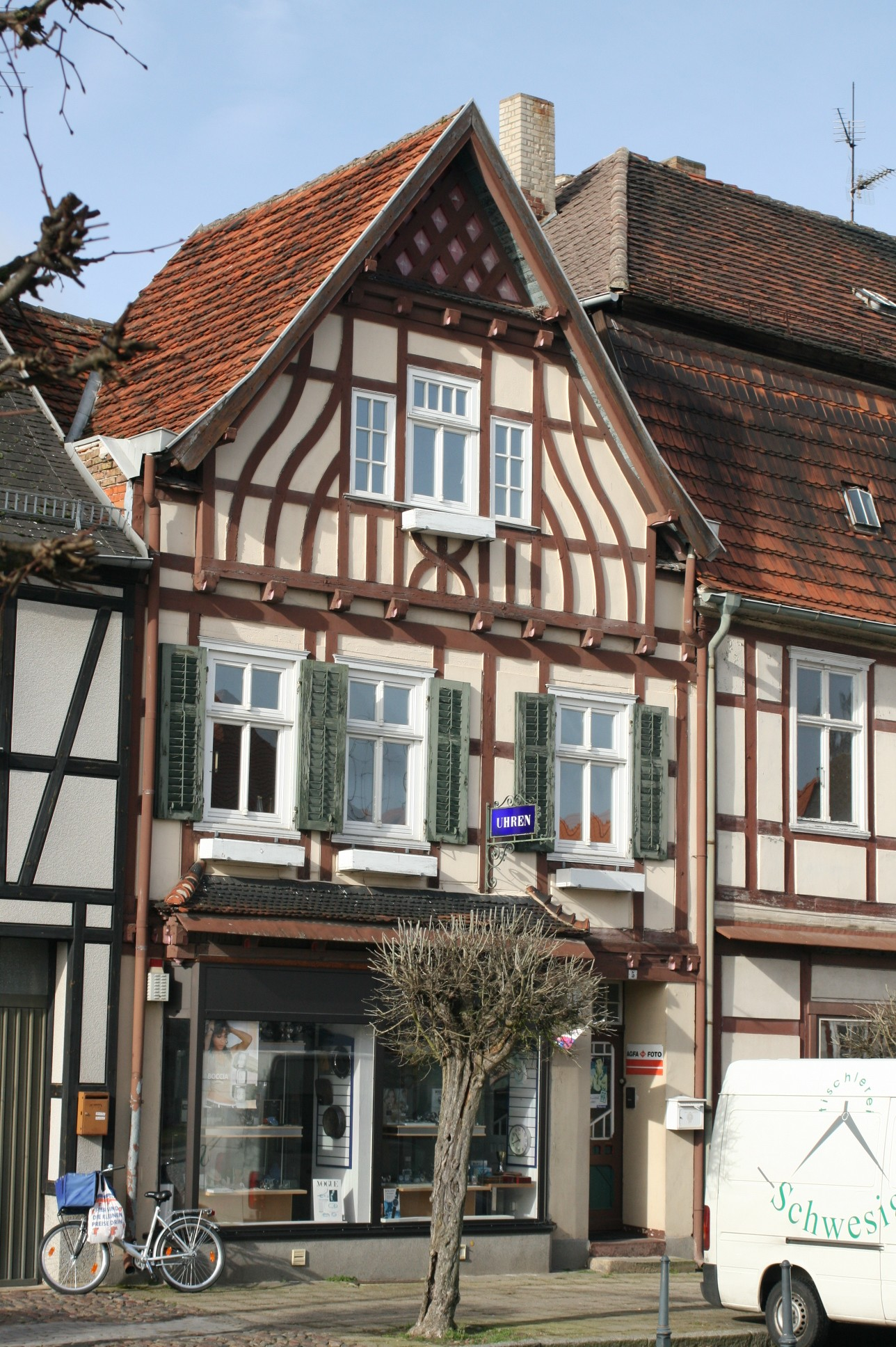
Fachwerkhaus am Markt

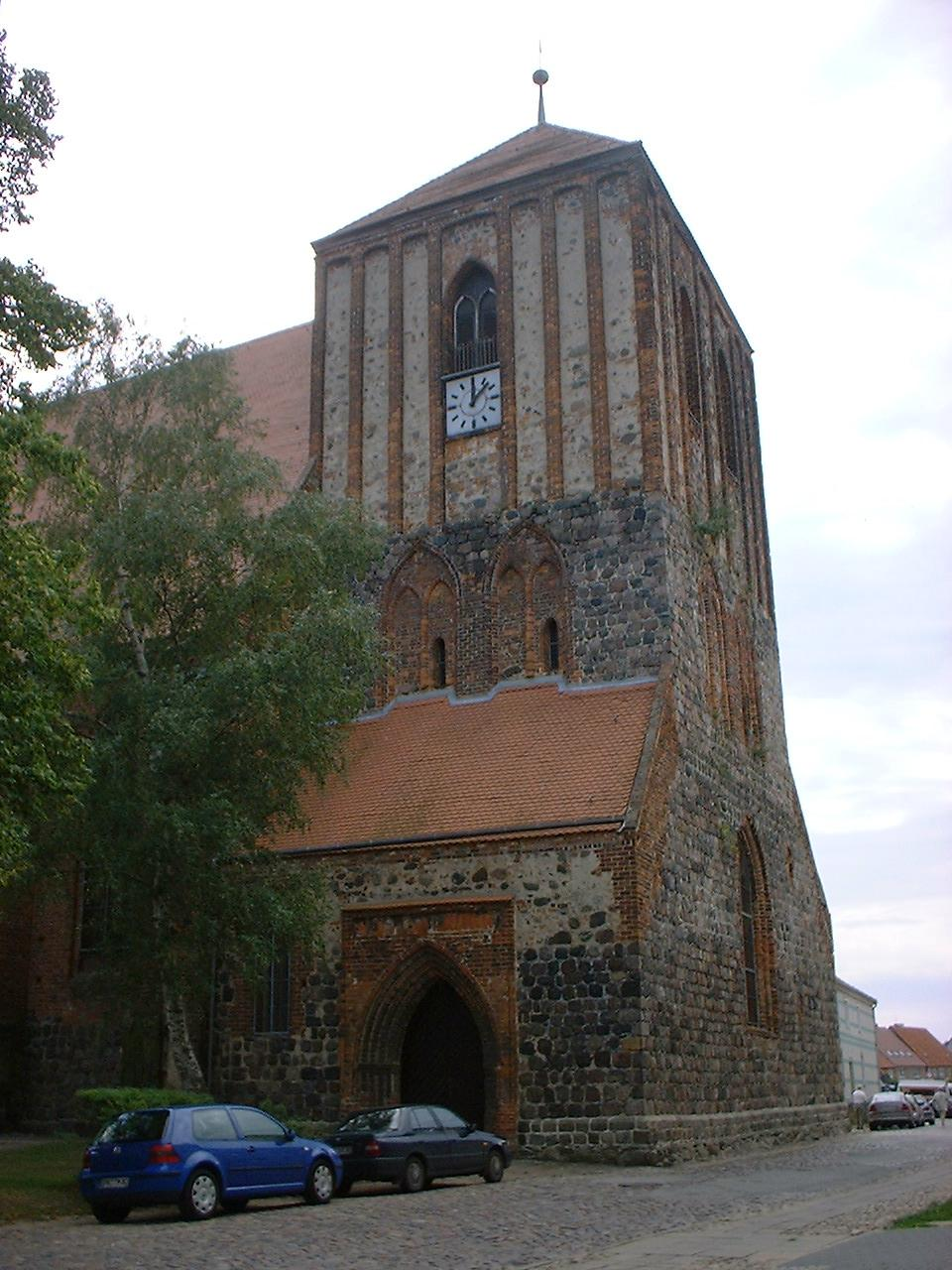
Turm von St. Peter und Paul

Im Jahr 1232 wurde Wusterhusen erstmals urkundlich erwähnt. In dem Dokument wurde festgestellt, dass „ein umfassendes Gebiet um Kyritz und Wusterhausen den edlen Herren von Plotho gehört“. Vermutlich um 1250 verliehen die Herren von Plotho Wusterhausen das Stendaler Stadtrecht. Aufgrund der archäologischen Holzfunde, die während der Sanierung des Kirchplatzes und der Alten Poststraße im März des Jahres 2006 gemacht wurden, lässt sich die Existenz dieses historischen Weges bis auf das Jahr 1245 zurückverfolgen.
1250 begann der erste Bauabschnitt zur Erweiterung der Stadtkirche zu einer romanischen Basilika, weil der Andachtsraum in der Plothoburg auf dem Burgwall zu klein wurde. Aufgrund der steigenden Einnahmen aus dem blühenden Salzhandel in der Stadt war es möglich, die Kirche bis zum Jahre 1474 zu einer dreischiffigen gotischen Hallenkirche zu erweitern. Es existiert die noch nicht bestätigte Theorie, dass der Turm der Stadtkirche ehemals ein befestigter Wehrturm der früheren Stadtanlage gewesen sei.
In einer Urkunde aus dem Jahr 1293 wurde ausdrücklich das „feste Haus“ (Castrum) in Wusterhausen erwähnt. Dies gilt als Beweis dafür, dass die Stadt in der Lage war, sich hinter einer Wallanlage vor feindlichen Übergriffen zu schützen. Bald darauf überließ der Markgraf das Dorf Klempow mit dem dazugehörigen See und dem Bückwitzsee der Stadt Wusterhausen.
Das Hospital Zum heiligen Geist (heute Seniorenheim) in der Borchertstraße auf Höhe des Wildberger Stadttors wurde 1307 zum ersten Mal erwähnt. Markgraf Waldemar von Brandenburg hielt sich 1317 in der Stadt auf und verpfändete die Stadt mit acht umliegenden Dörfern an die Grafen von Lindow-Ruppin. Diese übertrugen 1325 der Stadt die obere und niedere Gerichtsbarkeit.
Um 1400 begann ein intensiver Salzhandel, wodurch die Stadt zu Reichtum und überregionaler Bedeutung gelangte. Das Salz kam aus Lüneburg in offenen Holzkähnen über die Elbe, die Havel und die Dosse bis nach Wusterhausen. Die engen Handelsbeziehungen mit dem Hansebund lassen sich noch heute anhand der Kronleuchter im Kirchenschiff belegen, die ein Geschenk der Hanse sind.
Die Stadt liegt auf dem Pilgerweg Berlin–Wilsnack zur Wunderblutkirche in Bad Wilsnack. In den Jahren 1400 bis 1541 machten hunderte von Pilgern täglich Rast in der Stadt, was der Stadt- und Kirchenkasse nochmals erhebliche Geldeinnahmen bescherte.

### Reformationszeit
Am 29. Juni 1479 wurde der Hauptaltar in der neuen Hallenkirche geweiht, und die Stadtkirche erhielt ihren Namen Sankt Peter und Paul. 1524 kam Wusterhausen als Teil der Herrschaft Ruppin an die Mark Brandenburg, wurde zur kurfürstlichen Immediatstadt (d. h. Stadt, die keiner lokalen oder regionalen Adelsherrschaft untersteht wie eine Mediatstadt, sondern sich in einem unmittelbaren Verhältnis zum Landesherrn befindet) ernannt und direkt dem regierenden Kurfürsten unterstellt. 1541 bekannte sich die Kirchengemeinde der Stadt zu den Thesen Martin Luthers und wurde evangelisch.
1560 hob der Kurfürst die Salzgerechtigkeit, also den Salzhandel auf, da er einheimisches Steinsalz bei Beelitz fördern ließ. Die sprudelnde Geldeinnahmequelle versiegte nun, die Stadt verlor an Bedeutung. Wusterhausen wandelte sich zur Handwerker- und Ackerbürgerstadt. Die ersten Gildebriefe für die Gewerke der Leineweber und Stellmacher wurden 1615 ausgestellt. – Die Pest wütete 1618–1648 in der Stadt. Es gab eine große Zahl an Pestkranken und -toten. Die toten Körper wurden in der Stephanus-Kapelle auf dem Stadtfriedhof gelagert und gesondert beigesetzt.

### Stadtbrände
1638 breitete sich ein erster großer Stadtbrand aus. Dem flammenden Inferno fiel fast die ganze Stadt einschließlich des alten Rathauses auf dem Marktplatz zum Opfer. Das Städtchen hatte sich gerade vom Stadtbrand vor 41 Jahren erholt, da schlugen 1679 abermals Feuersbrünste zu und legten ein Drittel der Stadt in Schutt und Asche. Wusterhausen musste 1685–1688 aufgrund der verheerenden Stadtbrände und der Belagerung verschiedener Armeen Konkurs anmelden. Nach den ersten wirtschaftlichen Aufschwüngen trat 1758 der nächste Brand auf. Er wurde durch die Glut einer Pfeife des Ackerbürgers Michel Hilgendorff ausgelöst. Bei diesem Brand wurde Wusterhausen zu zwei Dritteln zerstört, dabei wurden 169 Wohnhäuser ein Raub der Flammen. Die einzigen erhaltenen Gebäude befinden sich in der heutigen Kyritzer Straße. Nur sechs Jahre später brannte am 17. Mai 1764 der achteckige Spitzhelm des Kirchturms durch Blitzschlag nieder. Die Glocken und die Kirchturmuhr zerschmolzen in der Hitze. Das innere Gewölbe des Turmes brach zusammen und wurde erst 1996 auf Initiative Wusterhausener Bürger repariert. Seit dem Brand wird der Turm durch einen kleinen Pyramidenhelm abgeschlossen.

### Neuzeit

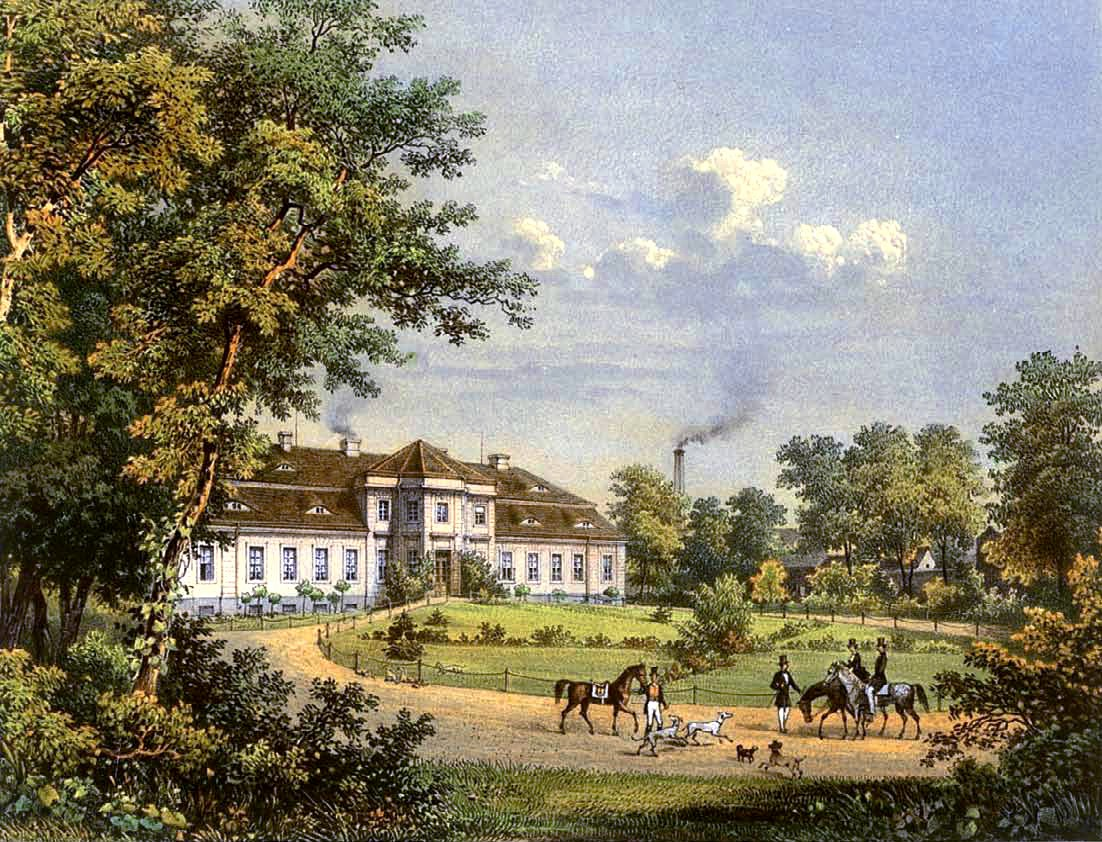
Rittergut Brunn um 1860, Sammlung Alexander Duncker

1796–1806 erlebte die Stadt einen neuen wirtschaftlichen Aufschwung durch die Stationierung einer Eskadron Kürassiere, genannt „Gelbe Reiter“. 1800 zählte Wusterhausen 185 Handel- und Gewerbetreibende, allein 59 Schuster und 38 Ackerbürger. Die Gewerke der Schuster, Tuchmacher, Schneider und Leineweber lebten in dieser Zeit fast ausschließlich von der Arbeit für die in der Stadt angesiedelte Garnison. Die große Anzahl an Schuhmachern brachte der Stadt schon bald den Spottnamen „Schusterhausen“ ein.
1806 verließen die „Gelben Reiter“ die Stadt. Im gleichen Jahr 1806 wurde jedoch eine Bürgergarde zu Fuß zur Verteidigung Wusterhausens gegründet. 1839 erfolgte die Neugründung der im Jahre 1713 entstandenen Schützengilde. Teile der 4. Eskadron des Ulanen-Regiments Nr. 11 wurden 1860 in Wusterhausen stationiert, aber bereits 1875 wieder verlegt. Damit endete der wirtschaftliche Aufschwung Wusterhausens nach knapp siebzig Jahren, und die Stadt wurde abermals zur Ackerbürgerstadt. 1879 wurde das Amtsgericht Wusterhausen/Dosse eingerichtet.
1884 eröffnete in der Berliner Straße das kaiserliche Postamt. Die Post zog damit aus der Posthalterei am Markt Nr. 3 (heute Haus des Heimatmuseums) in den Neubau. Im Jahr 1887 erhielt Wusterhausen mit der Fertigstellung der Eisenbahnstrecke Neustadt (Dosse)–Pritzwalk eine neue Verkehrsanbindung. Ursprünglich sollte bereits 1844 die Trasse der Eisenbahnstrecke Berlin–Hamburg durch Wusterhausen führen. Aufgrund der Bedenken und des ablehnenden Verhaltens der städtischen Ratsherren wurde der Streckenverlauf über den Nachbarort Neustadt/Dosse realisiert. 1894 wurde die Freiwillige Feuerwehr der Stadt gegründet und erhielt Räumlichkeiten auf der Nordseite des Rathauses im Gefängnisanbau.
Das erstmals 1306 erwähnte Hospital wurde 1897 abgetragen und mit Spenden des in Wusterhausen geborenen Industriellen Wilhelm Christof Borchert neu aufgebaut. Zu Ehren des Spenders wurde die Straße in Borchertstraße umbenannt. Eine Erweiterung des Hospitals erfolgte im Jahre 1997.
1905 wurde die neue Stadtschule gebaut. Die alte Stadtschule befand sich an der Nordseite der St. Peter- und Paulskirche im ehemaligen Gebäude der Kalandsbruderschaft, das um ca. 1906 abgerissen wurde, da kein Bedarf mehr für die Räumlichkeiten bestand. 1919 erfolgte die Gründung des Sport-Clubs Wusterhausen e. V. 1919 mit seinen Disziplinen Fußball und Leichtathletik. (SCW e. V. 1919)

### Zeit des Nationalsozialismus
Zu Beginn der nationalsozialistischen Herrschaft beging Wusterhausen 1933 mit einem Jahr Verspätung das 700-jährige Jubiläum der Ersterwähnung des Ortes. Höhepunkt des antisemitischen Wahns in dieser Zeit war die Teerung und Federung einer „Halbjüdin“ auf dem Marktplatz, nachdem der nationalsozialistisch gesinnte Pfarrer im Sonntagsgottesdienst die Durchführung des Pogroms sinngemäß von der Kanzel gepredigt haben soll. Ebenfalls fand eine Bücherverbrennung an den Schwenzewiesen (B 5 in Richtung Kampehl) durch Wusterhausener Bürger statt.

### Nachkriegszeit
Am 1./2. Mai 1945 marschierte die Rote Armee in das im Zweiten Weltkrieg nahezu unversehrt gebliebene Wusterhausen ein. Der Stadtkommandant Pjotr Romaschkow übernahm die erste Verwaltung, bevor sie wieder deutschen Stellen übertragen wurde. 1949 entstand der DEFA-Film Die Brücke unter der Regie von Artur Pohl in Wusterhausen. Dieser Film befasst sich mit der Ankunft und dem Sesshaftwerden von Kriegsflüchtlingen aus den ehemaligen deutschen Ostgebieten in einer vom Krieg unversehrten Kleinstadt.
Im Zuge der Auflösung des Landkreises Ruppin 1952 kam Wusterhausen zum neuen Kreis Kyritz im DDR-Bezirk Potsdam.
Viele Wusterhausener Bürger schlossen sich dem Volksaufstand am 17. Juni 1953 an. Sie zogen durch die Straßen und protestierten gegen die kommunistische Diktatur. Wusterhausen wurde zum Unruhebrennpunkt erklärt. Die Machthaber postierten MG-Schützen auf dem Kirchturm, um die Proteste zu unterdrücken und wieder Ruhe in die Stadt zu bringen. Zahlreiche Bürger wurden verfolgt oder flüchteten auf Grund der zu erwartenden Repressionen nach Westdeutschland.
1958 begingen die Wusterhausener Bürger das 725. Jubiläum der ersten urkundlichen Erwähnung Wusterhausens im Jahr 1232. Mit Rücksicht auf das Heimatfest in Kyritz, das dort 1957 gefeiert wurde, hatte man das Jubiläum um ein Jahr verschoben.
1962 begann ein umfassender Abriss ganzer Straßenzeilen wie der Kyritzer Straße, Borchertstraße, Domstraße, Dombrowskistraße und Alte Poststraße in der Altstadt, um an deren Stelle Neubaublöcke zu errichten. Ein Teil der Altstadt mit ihren historischen Fachwerkhäusern wurde Opfer der verfehlten Baupolitik, und der ursprüngliche Charakter der Stadt erlitt Einbußen.
Ursprünglich sollten die neuen Wohngebäude im Bereich des heutigen Seestadions ihren Platz finden. Der sportbegeisterte Bürgermeister Fritz Köpcke, der erste international anerkannte FIFA-Schiedsrichter der DDR, verstand es, die Planer davon zu überzeugen, dass im Baugebiet am See anstatt der geplanten Wohnblöcke ein Sportplatz errichtet werden konnte.
1963 wurde die neu gebaute Ortsumgehung der Fernverkehrsstraße 5 fertiggestellt. Der Fernverkehr, vor allem der Transitverkehr, verlief nun nicht mehr durch die engen Straßen der Stadt. 1965/68 wurde die Stadtkirche Sankt Peter und Paul mit Hilfe der Landeskirche und der Staatlichen Denkmalpflege umfassend restauriert. 1966 wurde der Flussverlauf der Dosse begradigt. Dadurch verminderte sich angeblich die Fließgeschwindigkeit der durch die Stadt verlaufenden Dossearme („Klein-Venedig“). Auf Betreiben eines Wusterhausener Bürgers, der im Rat des Kreises Kyritz arbeitete und Besitzer der Kiesgrube am See (Sandkuhle) war, wurden die Dossearme zugeschüttet. 1967 wurde das Seestadion eingeweiht.

### Zwischen 1970 und 1990
1970 wurde das neue Strandbad eingeweiht und 1976 ein neues Schulgebäude hinter der alten Schule fertiggestellt. Im Jahr 1982 rüstete sich die Stadt zur bevorstehenden 750-Jahr-Feier, wobei nochmals bedeutsame historische Gebäude der Abrissbirne zum Opfer fielen, unter anderem das Café Büttner sowie das ehemalige Hotel Zum schwarzen Adler in der St.-Petri-Straße. Hier hatte Theodor Fontane während seiner populären Wanderungen durch die Mark Brandenburg genächtigt. 1983 beging Wusterhausen sein 750-jähriges Stadtjubiläum, wiederum, wie die vorhergehenden Jubiläen, ein Jahr verspätet, so dass es seine „besondere Bedeutung durch das Karl-Marx-Jahr 1983“ erhielt.
1985 erfolgte die Gründung des staatlichen Instituts für Epizootiologie und Tierseuchenbekämpfung (SIFET), bis 2013 Außenstelle des Friedrich-Loeffler-Instituts.
Am 19. Dezember 1989 tagte auf Einladung von Pfarrer Karl-Ernst Selke erstmals der Kyritzer Runde Tisch als Ergebnis der Wende.

### Ab 1991
Am 21. August 1992 erteilte der Minister des Innern des Landes Brandenburg seine Zustimmung zur Bildung des Amtes Wusterhausen (ohne den Zusatz Dosse) mit Sitz in der Stadt Wusterhausen/Dosse. Als Zeitpunkt des Zustandekommens des Amtes wurde der 1. August 1992 festgelegt. Zum Zeitpunkt der Gründung umfasste das Amt 15 Gemeinden des damaligen Kreises Kyritz (heute Landkreis Ostprignitz-Ruppin, Brandenburg): Bantikow, Barsikow, Blankenberg, Brunn, Bückwitz, Dessow, Ganzer, Gartow, Kantow, Lögow, Nackel, Segeletz, Trieplatz, Schönberg und Wusterhausen.
Erster Amtsdirektor war Peter Wollert. Er wurde 2001 nach Auflösung des Amtes zum Bürgermeister der Gemeinde Wusterhausen/Dosse gewählt.
1997 eröffnete eine Sport-, Kultur- und Freizeitstätte, die Dosse-Halle.
Am 1. Mai 1997 wurde die Gemeinde Gartow in die Stadt Wusterhausen/Dosse eingegliedert. Am 31. Dezember 1997 schlossen sich die Gemeinden Bantikow, Blankenberg, Brunn, Ganzer, Kantow, Lögow, Schönberg und die Stadt Wusterhausen/Dosse zur neuen Gemeinde Wusterhausen/Dosse zusammen.
Am 27. September 1998 wurde die Gemeinde Segeletz in die Gemeinde Wusterhausen/Dosse eingegliedert, zum 31. Dezember folgte Trieplatz.
Am 1. Juli 2001 erfolgte die Eingliederung der letzten vier kleineren, amtsangehörigen Gemeinden Barsikow, Bückwitz, Dessow und Nackel in die (Groß-)Gemeinde Wusterhausen. Mit dieser Eingliederung wurde das Amt Wusterhausen mit Wirkung zum 1. Juli 2001 aufgelöst.
Nach der Hauptsatzung der Gemeinde Wusterhausen erhielten Läsikow (früher Ortsteil von Nackel), Tramnitz und Wulkow (früher Ortsteile von Schönberg), Sechzehneichen (Ortsteil von Bantikow), Metzelthin (früher Ortsteil von Bückwitz) und Emilienhof (bisher Wohnplatz von Lögow) jeweils den Status eines Ortsteils.

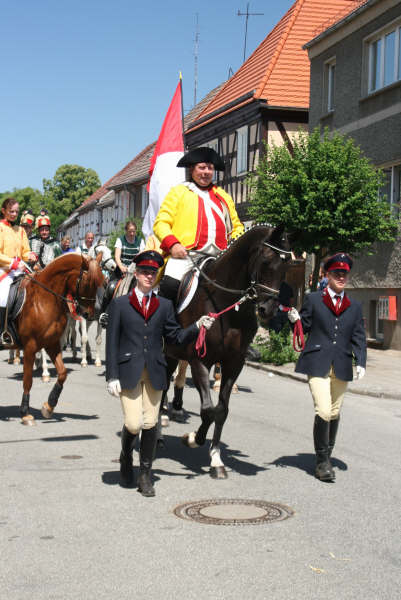
Schaubild des historischen Festumzuges zur 775-Jahr-Feier

Laut Paragraph 11 Absatz 2 der Gemeindeordnung für das Land Brandenburg hätte die neugebildete Gemeinde das Recht, die Bezeichnung Stadt weiterzuführen. Sie machte von dieser Möglichkeit jedoch keinen Gebrauch und nannte sich Gemeinde Wusterhausen/Dosse. Lediglich der die Gemarkung Wusterhausen umfassende Ortsteil wurde als Stadt Wusterhausen/Dosse bezeichnet.
Das bisherige Stadtwappen wurde am 2. Dezember 2005 offiziell als Wappen der Großgemeinde bestätigt.
2006 wurden die Kirchturmspitze von Sankt Peter und Paul restauriert und das Kirchenumfeld neu gestaltet.
Vom 6. bis 8. Juni 2008 begingen die Bürger und Gäste Wusterhausens das 775-jährige Stadtjubiläum. Höhepunkte der Feierlichkeiten waren die historische Ratsherrensitzung, das mittelalterliche Markttreiben in der Altstadt, das Drachenbootrennen auf dem Klempowsee sowie der historische Festumzug mit fast 75 Schaubildern als Abschluss der Feierlichkeiten. Es wirkten rund 1300 Darsteller, 60 Pferde und 3 Klangkörper auf einer Gesamtlänge von 2 Kilometern mit.
Im Jahr 2009 wurde der Marktplatz saniert und komplett umgestaltet. Außerdem begann im Sommer 2009 die umfassende Sanierung der Kirche St. Peter und Paul samt Turm. Ebenso wurde 2009–2011 das denkmalgeschützte „Herbst’sche Haus“ Am Markt 3 saniert und als Kulturzentrum, Bibliothek und Museumsgebäude gestaltet.

## Bevölkerungsentwicklung
| Jahr | Einwohner |
| ---- | --------- |
| 1875 | 3 160     |
| 1890 | 3 164     |
| 1910 | 2 807     |
| 1925 | 2 671     |
| 1933 | 2 844     |
| 1939 | 2 863     |

| Jahr | Einwohner |
| ---- | --------- |
| 1946 | 4 040     |
| 1950 | 3 689     |
| 1964 | 3 225     |
| 1971 | 3 252     |
| 1981 | 3 168     |
| 1985 | 3 145     |

| Jahr | Einwohner |
| ---- | --------- |
| 1990 | 3 125     |
| 1995 | 3 129     |
| 2000 | 5 467     |
| 2005 | 6 584     |
| 2010 | 6 227     |
| 2015 | 6 013     |

| Jahr | Einwohner |
| ---- | --------- |
| 2020 | 5 755     |
| 2021 | 5 772     |
| 2022 | 5 752     |
| 2023 | 5 689     |
| 2024 | 5 626     |

Gebietsstand des jeweiligen Jahres, Einwohnerzahl: Stand 31. Dezember (ab 1991), ab 2011 auf Basis des Zensus 2011, ab 2022 auf Basis des Zensus 2022

## Politik

### Gemeindevertretung
Die Gemeindevertretung von Wusterhausen besteht aus 18 Gemeindevertretern und dem hauptamtlichen Bürgermeister. Die Kommunalwahl am 9. Juni 2024 führte bei einer Wahlbeteiligung von 66,1 % zu folgendem Ergebnis:
| Partei / Wählergruppe                    | Stimmenanteil 2019 | Sitze 2019 |        | Stimmenanteil 2024 | Sitze 2024 |
| ---------------------------------------- | ------------------ | ---------- | ------ | ------------------ | ---------- |
| Wählergemeinschaft Ländlicher Raum (LäR) | 32,0 %             | 6          | 35,7 % | 6                  |            |
| Unabhängige Wählergemeinschaft (UWG)     | 17,1 %             | 3          | 22,1 % | 4                  |            |
| Die Linke                                | 24,0 %             | 4          | 13,8 % | 3                  |            |
| CDU                                      | 15,9 %             | 3          | 13,2 % | 2                  |            |
| Wusterhausen kann mehr (WKM)             | –                  | –          | 10,8 % | 2                  |            |
| Einzelbewerber Jacques Henry             | –                  | –          | 02,4 % | 1                  |            |
| Einzelbewerber Jörg Köppen               | –                  | –          | 02,0 % | –                  |            |
| Einzelbewerber René Ide                  | 06,1 %             | 1          | –      | –                  |            |
| Einzelbewerber Lothar Schnick            | 05,0 %             | 1          | –      | –                  |            |
| Insgesamt                                | 100 %              | 18         | 100 %  | 18                 |            |

### Bürgermeister
- 1998–2006: Peter Wollert[25]
- 2006–2010: Ralf Reinhardt[26]
- 2010–2018: Roman Blank (SPD)[27]
- seit 2018: Philipp Schulz (parteilos)

Schulz wurde in der Bürgermeisterstichwahl am 14. Oktober 2018 mit 76,6 % der gültigen Stimmen gewählt. Seine Amtszeit beträgt acht Jahre.

### Wappen
| Wappen von Wusterhausen | Blasonierung: „Gespalten von Rot und Silber; vorn ein halber silberner Adler am Spalt und hinten eine halbe rote Lilie.“ |
| Wappen von Wusterhausen | Wappenbegründung: Theodor Fontane beschreibt das Wappen: „Was trotzdem übriggeblieben ist, ist schnell erzählt. Im zwölften und dreizehnten Jahrhundert gehörte Wusterhausen den Plothos, deren Burg vor dem Kyritzer Tore stand. Noch zu Ende des vorigen Jahrhunderts waren die Ruinen derselben erkennbar; jetzt nur noch der »Burgwall«. Außer diesem Überbleibsel erinnert nichts weiter als das Stadtwappen an diese frühste historische Zeit: die Plothosche Lilie durch den märkischen Adler halbiert.“ – Theodor Fontane: Wanderungen durch die Mark Brandenburg Band 1 „Die Grafschaft Ruppin“ Das Wappen wurde vom Heraldiker Uwe Reipert gestaltet und am 2. Dezember 2005 durch das Ministerium des Innern genehmigt. |

### Flagge
„Die Flagge ist Weiß - Rot (1:1) gestreift und mittig mit dem Gemeindewappen belegt.“

### Dienstsiegel
Das Dienstsiegel zeigt das Wappen der Gemeinde mit der Umschrift GEMEINDE WUSTERHAUSEN/DOSSE • LANDKREIS OSTPRIGNITZ-RUPPIN.

### Gemeindepartnerschaften
- Edewecht, Niedersachsen
- Montfermeil, Frankreich

## Sehenswürdigkeiten
- Stadtkirche St. Peter und Paul

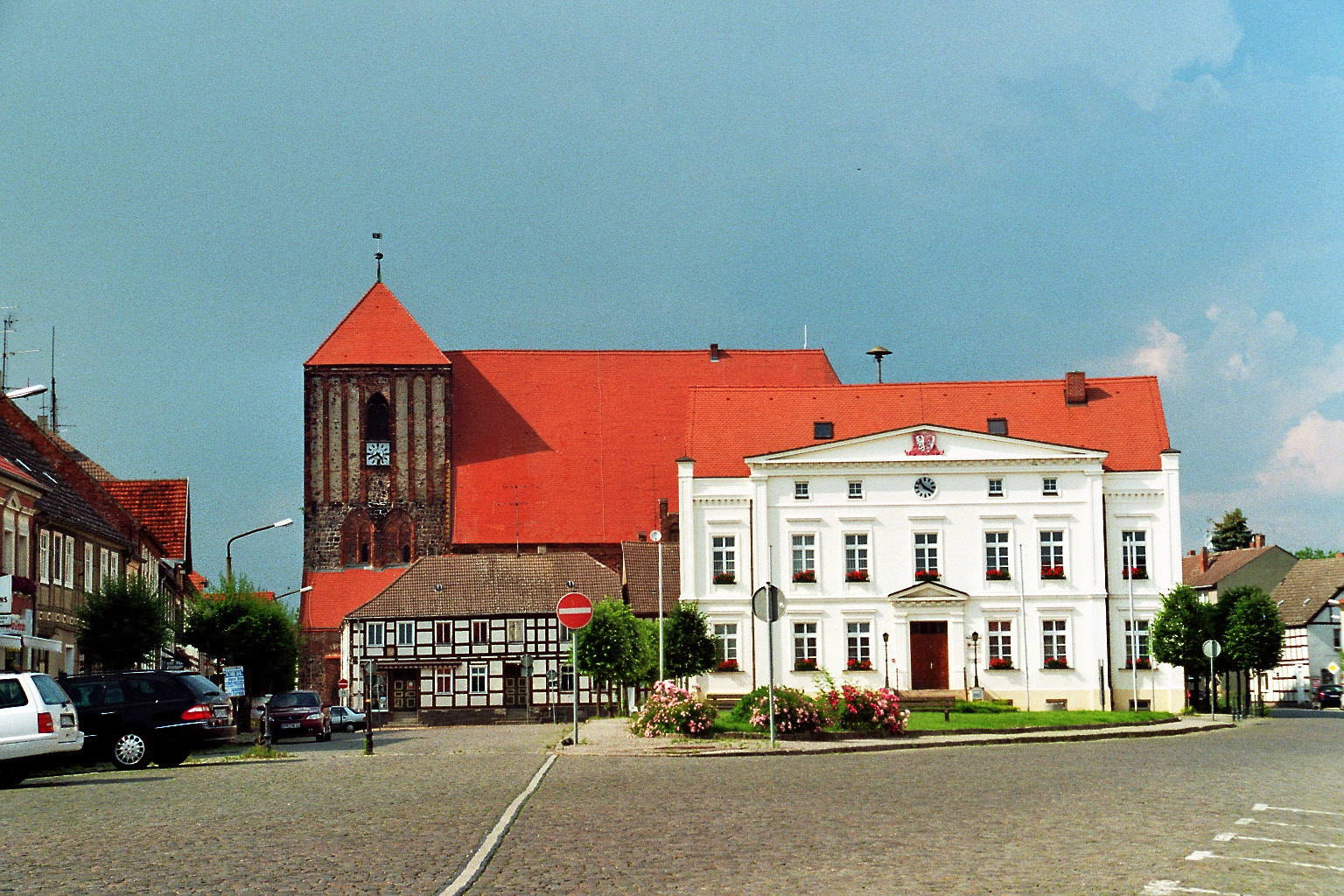
Marktensemble mit St. Peter und Paul

Die Kirche wurde Mitte des 13. Jahrhunderts aus Feldsteinquadern schon in gotischem Stil als einschiffige Kreuzkirche errichtet, später in Feldstein und Backstein zur spätgotischen Hallenkirche umgebaut. Einige mittelalterliche Fresken (u. a. einige Grotesken und Drolerien) sind erhalten. Sehenswert sind das Chorgestühl mit farbigen Reliefschnitzereien und das Triumphkreuz (um 1474), die Renaissancekanzel von 1610, der Barockaltar von 1769. Die Orgel aus dem Jahre 1742 gehört zu den bis heute erhaltenen Orgeln des Berliner Orgelbauers Joachim Wagner (1690–1749), die in ihrem Pfeifenbestand in den vergangenen Jahrhunderten die wenigsten Veränderungen erfahren hat.
- Wegemuseum Wusterhausen

Das örtliche Heimatmuseum war seit 1962 in einem stattlichen Fachwerkhaus, der ehemaligen „Posthalterei“ (erbaut 1764) am historischen Marktplatz untergebracht. In den Jahren 2009 bis 2011 erfolgte eine umfangreiche Sanierung des ehemaligen Geschäftshauses, nach dem letzten Ladenbesitzer auch „Herbst’sches Haus“ genannt. Im September 2011 wurde das Museum nach einer Neukonzeption als „Wegemuseum Wusterhausen“ mit einer thematischen Dauerausstellung zu Wegen von der Bronzezeit bis zur Neuzeit wiedereröffnet. Neben dem Pilgerweg nach Wilsnack und dem Postkurs Berlin—Hamburg bildet die innerdeutsche Transitstrecke entlang der ehemaligen F 5 in den Jahren 1952 bis 1982 einen besonderen Ausstellungsschwerpunkt und hat somit bundesweit ein Alleinstellungsmerkmal. Ferner beherbergt das „Herbst’sche Haus“ auch die Bibliothek und den „Alten Laden“ als Veranstaltungsraum für ca. 50 Personen.

## Wirtschaft und Infrastruktur

### Kleeblatt-Verbund
Die Stadt Kyritz, das Amt Neustadt (Dosse), die Gemeinde Wusterhausen/Dosse und die Gemeinde Gumtow haben sich in einem Kooperationsvertrag zum Kleeblatt-Verbund zusammengeschlossen.

### Verkehr
Die Gemeinde Wusterhausen liegt an der Bundesstraße 5 zwischen Kyritz und Nauen und an der Bundesstraße 167 nach Neuruppin.
Der Haltepunkt Wusterhausen (Dosse) an der Bahnstrecke Neustadt–Meyenburg wird stündlich von der Regionalbahnlinie RB 73 Neustadt (Dosse)–Pritzwalk bedient.
Durch die Ostprignitz-Ruppiner Personennahverkehrsgesellschaft ist Wusterhausen mit einer PlusBus- sowie weiteren Regionalbuslinien erreichbar.
Der Verkehrslandeplatz Kyritz befindet sich nordwestlich angrenzend am Ortsteil Stadt Wusterhausen. Im südlichen Gemeindegebiet liegt der Sonderlandeplatz Segeletz.
Wusterhausen ist ein Knotenpunkt im Radwegenetz Prignitz.

### Bildung
- Grundschule Astrid Lindgren Wusterhausen

## Persönlichkeiten

### Söhne und Töchter der Gemeinde
- Nikolaus Elerdt (1586–1637), lutherischer Theologe und Liederdichter
- Philipp Julius Lieberkühn (1754–1788), Pädagoge und Schriftsteller
- Hermann Wagener (1815–1889), preußischer Jurist, Chefredakteur der Kreuzzeitung, geboren in Segeletz
- Max von Romberg (1824–1904), Reichstagsabgeordneter aus Brunn
- Franz Brümmer (1836–1923), Lehrer und Lexikograph
- Albert Hollenbach (1850–1904), Orgelbauer
- Helmut Röpnack (1884–1935), Fußballspieler
- Theophil Dombrowski (1880–1969), Heimatmaler und Poet
- Karl Jahn (1892–1969), Gründer des Wusterhausener Museums
- Klaus Schleiff (1939–2022), Schauspieler, Regisseur und Hörspielsprecher
- Ulf Miehe (1940–1989), Schriftsteller, veröffentlichte auch unter dem Pseudonym Robert Artner
- Klaus Scheurell (1941–2016), Fußballschiedsrichter
- Gerhard Fenske (1943–2008), Ortschronist und Heimatforscher

### Mit Wusterhausen verbundene Persönlichkeiten
- Karl Altrichter (1844–1917), Schriftsteller, zeitweise Gerichtssekretär am Amtsgericht Wusterhausen/Dosse; verfasste 1888 die Geschichte der Stadt Wusterhausen an der Dosse
- Fritz Köpcke (1914–1990), Fußballschiedsrichter (DFV, FIFA) und Bürgermeister in Wusterhausen/Dosse